# Prospero Sogari
Prospero Sogari Spani, detto il Clemente (Reggio Emilia, 16 febbraio 1516 – Reggio Emilia, 25 maggio 1584), è stato uno scultore e architetto italiano.
Della sua formazione si sa ben poco ma, essendo egli membro di una famiglia con antiche tradizioni artistiche nell'ambito della scultura, fu probabilmente iniziato al mestiere dallo zio, Bartolomeo Spani, fratello della madre Caterina, il quale era già artista di acclamata fama persino a Roma. Pertanto, è probabile il Sogari avesse assunto il nome Clemente Spani proprio per sottolineare la continuità del suo operato con quello del celebre parente ed ottenere ingaggi sicuri.

## Biografia

### Formazione e opere giovanili
Scarse sono le notizie della sua vita, trascorsa laboriosa nella città natale, lasciata soltanto per brevi viaggi, dovuti all’esecuzione e collocazione di alcune opere.

#### Monumento Prati a Parma

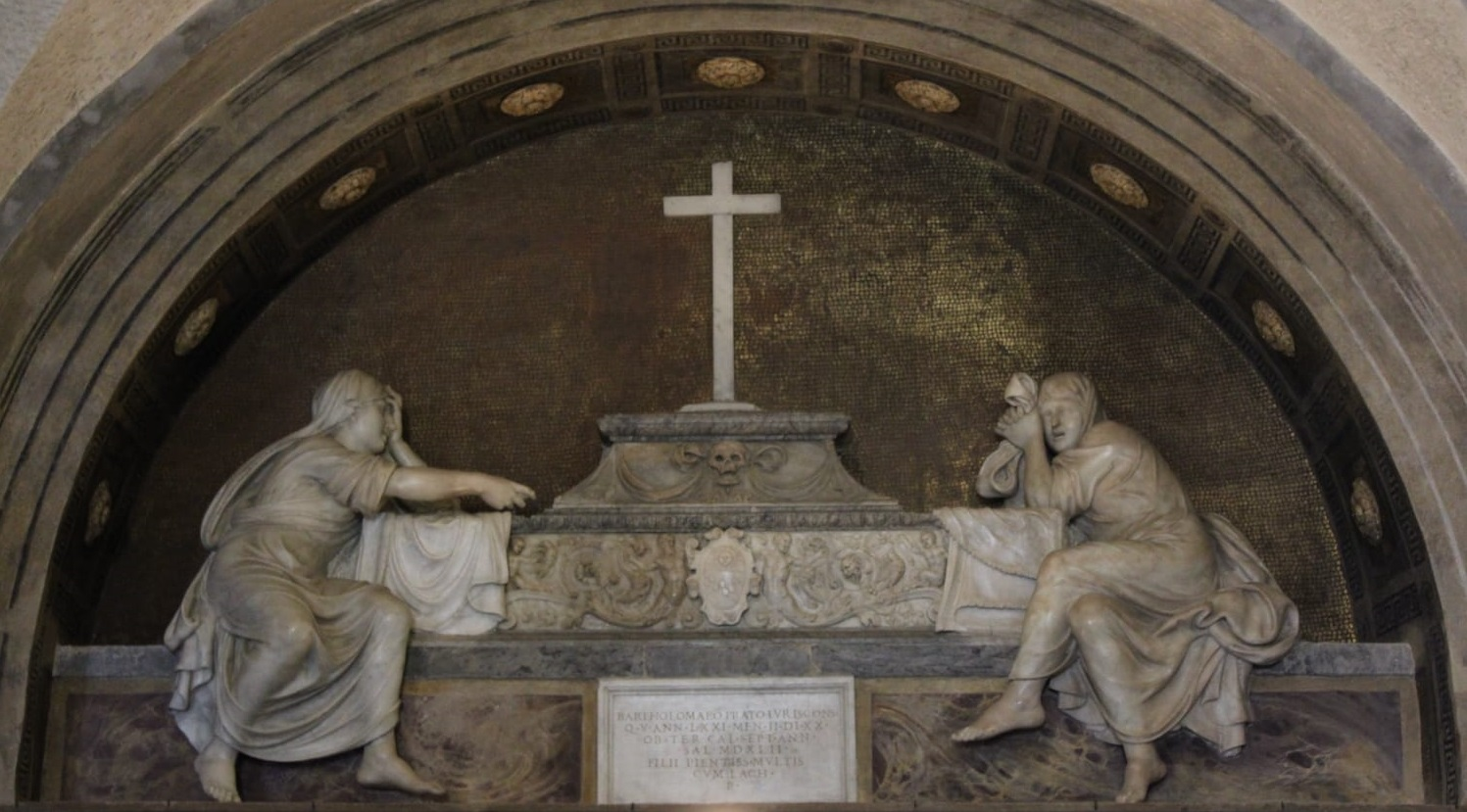
Prospero Sogari, Sepolcro di Bartolomeo Prati, marmo, Duomo di Parma, 1548

Sicuramente intorno al 1546, Prospero si trovava a Parma con lo zio per occuparsi dell’installazione del Monumento Prati, il sepolcro del luogotenente Bartolomeo Prati commissionato agli Spani dal nipote Francesco Del Prato,  all’interno della Cattedrale, dove è tutt’ora conservato. 
Pensato all’interno di una grande lunetta, collocata sulla parte destra della cappella maggiore della cripta, il monumento è costituito da una sorta di basamento in miniatura, al centro del quale si trova la lapide. Il perno della composizione è il sepolcro, a tronco di piramide, articolata su due registri. Un rilievo scolpito fiancheggia lo stemma della famiglia Prati, nell’ordine inferiore, mentre nella parte alta, compare un teschio sostenuto da nastri. La croce di marmo bianco posta al centro del sepolcro dà l’impressione di essere un’aggiunta, poiché si ipotizza che ne sostituisca una più antica, andata perduta. Un elemento di discussione riguardante, appunto, il monumento è costituito da un foglio, inizialmente ricollegato a Francesco Salviati. Si tratta di un primo pensiero per la composizione, i cui caratteri stilistici fanno pensare, invece, a Girolamo Mazzola Bedoli. Mentre nel monumento le due donne piangenti non hanno alcun tipo di attributo, nel foglio sono caratterizzate come due figure allegoriche: a sinistra la Giustizia con una bilancia (si ipotizza dal disegno, notando la positura della mano che non indica il sepolcro), a destra, forse, la Pace con un ramo d’ulivo. Inoltre si ipotizza, osservando il monumento dal basso, che nella figura a sinistra potrebbe esserci spazio, nell’intreccio delle mani e dei vestiti, per un ramoscello, in metallo, successivamente perduto. Non è un’osservazione da sottovalutare, perché se ciò fosse vero, le due donne non sarebbero più semplicemente le “prefiche piangenti meravigliose”, della mentalità neoclassica, ma delle raffigurazioni allegoriche (appunto Giustizia e Pace) ben più appropriate ad un contesto funerario cinquecentesco. Nel disegno infine è visibile, nella parte alta, una clessidra contro cui si scaglia la croce.

### Maturità artistica tra Reggio Emilia e Modena
Negli anni ‘50 del XVI secolo, l’artista fu impegnato a Mantova per l’allocazione del Monumento Funebre del Cardinale Giorgio Andreasi. La geografia attuale delle sue opere sembra convalidare l’ipotesi di una carriera consumatasi tutta all’interno del Ducato estense: tra le città che, oltre a Reggio Emilia, ospitano buona parte i suoi capolavori si trovano Modena e Carpi. Non è da escludere anche un viaggio a Roma, finalizzato allo studio dell’antico e delle sculture michelangiolesche. Oltre ad occuparsi della realizzazione del nuovo portale per la Cattedrale dell’Assunta di Reggio Emilia, progetto affidatogli probabilmente a partire dal 1544, Prospero si occupò soprattutto della messa in opera di moltissimi monumenti funerari per i personaggi più in vista della zona.

#### Sepolcro Fossa e il rapporto con Lelio Orsi

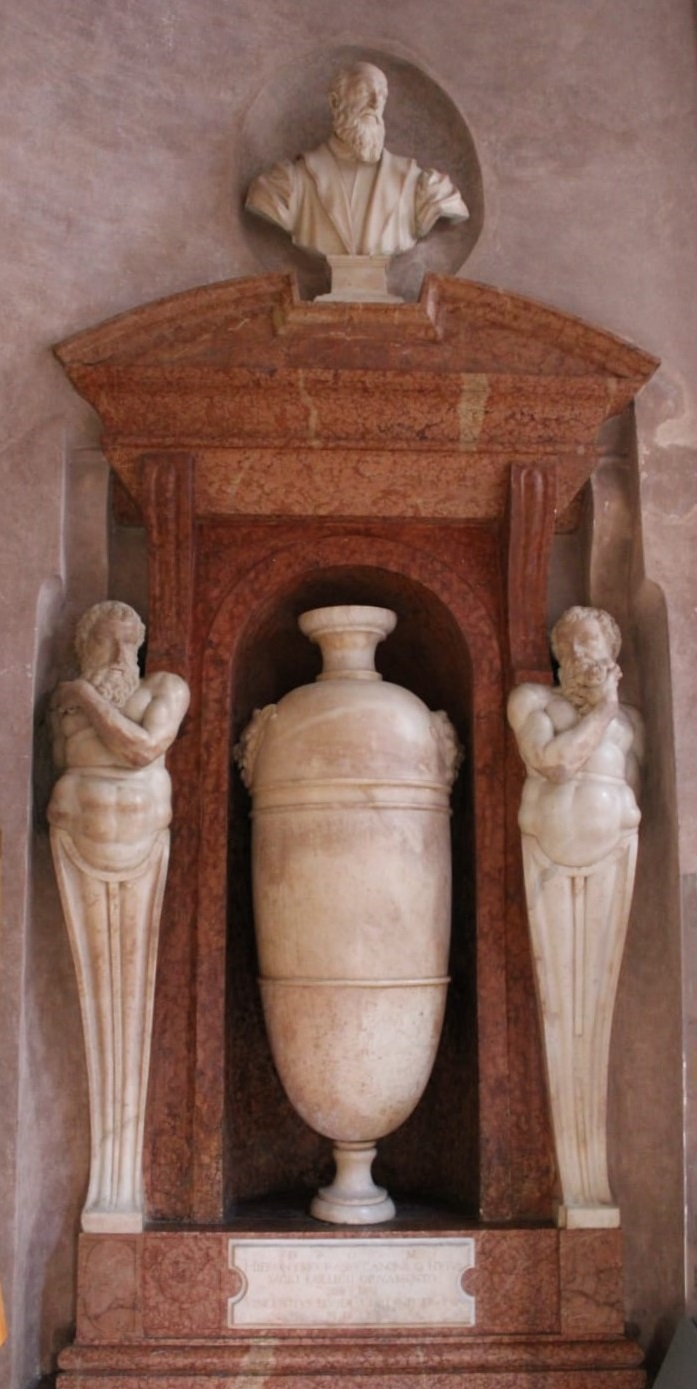
Prospero Sogari, Sepolcro del Canonico Fossa, marmo, Duomo di Reggio Emilia, 1562

Attraverso questo monumento del 1562,  privo di decorazioni fastose ma semplice ed equilibrato, i canonici del Duomo reggiano intendevano celebrare Vincenzo Fossa in un contesto altamente pubblico come la cattedrale.
Le due figure maschili laterali, indagati nelle espressioni solenni e nell'anatomia, presentano al posto delle gambe una decorazione sinuosa ed allungata che riprende la forma delle due mensole che le figure sembrano sorreggere sulle spalle.
Si nota come una puntigliosa distinzione tra il sacro e il profano siano legati da un'antica cultura umanistica. L’urna in marmo bianco, grande e lunga per essere perfettamente posizionata nella nicchia in marmo rosso, non ha probabilmente né un significato simbolico di tipo esoterico e non sembra altresì essere connotabile in senso cristiano; essa diviene protagonista assoluta e il sepolcro, senza scomparire, si trasforma però attraverso un’ardita metamorfosi in un semplice elemento architettonico: il frontone su cui si imposta il busto di Vincenzo.
Il 30 luglio 1562 lo scultore rilascia una quietanza di pagamento a Fossa dichiarandosi soddisfatto della somma ricevuta quale compenso per l’esecuzione del monumento. Smantellato intorno al 1778, in seguito alla costruzione di una scala per la sagrestia, il monumento venne rimontato nell’ubicazione attuale, privo però di un intero basamento di marmo assai lungo e di due mensole, molto diverse da quelle che sono presenti attualmente: quelle che ora sostengono il timpano sono infatti in stucco. Considerando il monumento Fossa, sorge l’interrogativo su chi possa esserne l’autore, visto che Lelio Orsi aveva realizzato un disegno, forse preparatorio per un reliquiario, che ricalca alla perfezione l’opera del Clemente. Ciò non implica che l’invenzione del Monumento Fossa spetti necessariamente all’Orsi. Precise scelte stilistiche oltre alle specifiche esigenze della scultura in marmo garantiscono dell’autonomia espressiva di Prospero.
Ciò nondimeno vi furono varie occasioni in cui i due lavorarono fianco a fianco alla stessa impresa: per il ciborio e in cattedrale, nel caso della facciata.
Infatti i Musei Civici di Reggio Emilia possiedono un modello ligneo e due grandi disegni relativi alla facciata provenienti dal capitolo del Duomo. Uno dei due disegni, dopo una prima attribuzione a Cottafi e poi allo stesso Clemente, risulta di Lelio Orsi.
Non si potrà negare inoltre come vi siano nel percorso dello scultore vari movimenti di avvicinamento alla immaginazione tellurica dell’Orsi di cui questi due monumenti sono la testimonianza più eloquente.

### Sepolcro Rangone
Il monumento funebre dedicato ad Ugo Rangoni, vescovo di Reggio Emilia dal 1510 al 1540, venne commissionato al Clemente nel 1561 dal fratello Ercole Rangoni. Cinque anni più tardi, il 4 Febbraio 1566, lo scultore ottenne dal Capitolo del Duomo di Reggio il permesso di transennare la cappella di Santa Caterina, situata a destra dell’altare maggiore della cattedrale, dove inizialmente avrebbe dovuto essere collocato il sepolcro. Per ragioni tuttora ignote, l’opera venne alla fine collocata nella cappella di sinistra. Il monumento, addossato alla parete laterale esterna, si staglia dinanzi a una nicchia architettonica decorata con una sorta di tendaggio trattenuto da triglifi e coronato da un frontone spezzato da una monumentale conchiglia, simbolo araldico della famiglia Rangoni.

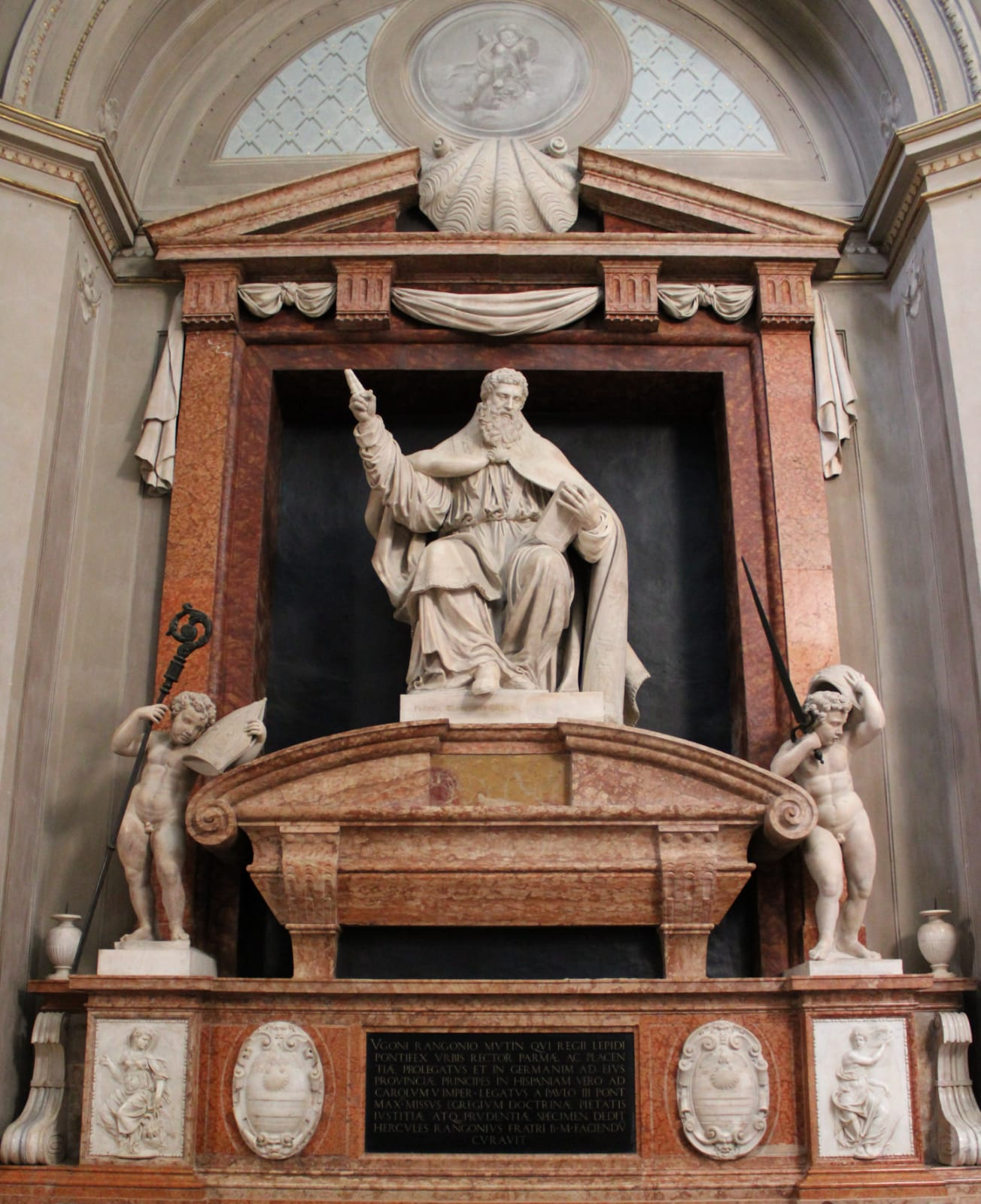
Prospero Spani, Sepolcro del Vescovo Rangone, marmo, Duomo di Reggio Emilia,1566

Il piedistallo, in marmo rosso di Verona occupa per intero il vano della parete e si articola su tre livelli: quello inferiore è privo di decorazioni mentre quello mediano presenta ai lati due rilievi nei quali, incorniciata da tendaggi arrotolati simili a quello della nicchia, compare una lucerna; anche qui fanno capolino sofisticate allusioni araldiche come la conchiglia che fa da sfondo alla lucerna, o l’aquila e il cigno che costituiscono i beccucci delle lampade.
Il registro più alto ospita al centro un epitaffio, fiancheggiato dalle due figure allegoriche, la Carità e la Fede, e da due rilievi ovali con stemma della famiglia Rangoni. È su questo monumentale piedistallo che poggia il sarcofago, ispirato a quelli michelangioleschi della Sagrestia Nuova: ai lati si appoggiano due putti, uno con la mitra e il pastorale, l’altro con l’elmo e lo stocco, gli attributi propri della sede episcopale reggiana.
Sopra al sarcofago troneggia la gigantesca figura del Rangoni (raggiunge i quindici palmi d’altezza), avvolto in un sontuoso piviale chiuso da un fermaglio a forma di conchiglia, ornato lungo i bordi con le immagini di San Pietro, San Paolo e una serie di figure femminili, scolpite con un rilievo di aggetto minimo. Il vescovo tiene con una mano un libro poggiato sul ginocchio sinistro mentre leva la destra nell'atto benedire. 

### I Ritratti: i cento volti del Ducato Estense nella seconda metà del ‘500
Prospero Sogari non si limitò alle grandi commissioni di carattere sacro ma seppe portare avanti anche un filone parallelo legato all’esecuzione di manufatti ad uso privato. Moltissimi furono i busti e i ritratti che egli eseguì per i personaggi più in vista dell’area reggiano-modenese, dei quali egli seppe catturare gli aspetti peculiari della loro personalità, fondendoli con il gusto neo imperiale cinquecentesco in voga per questo genere artistico.

#### I busti dei Coniugi Scaruffi

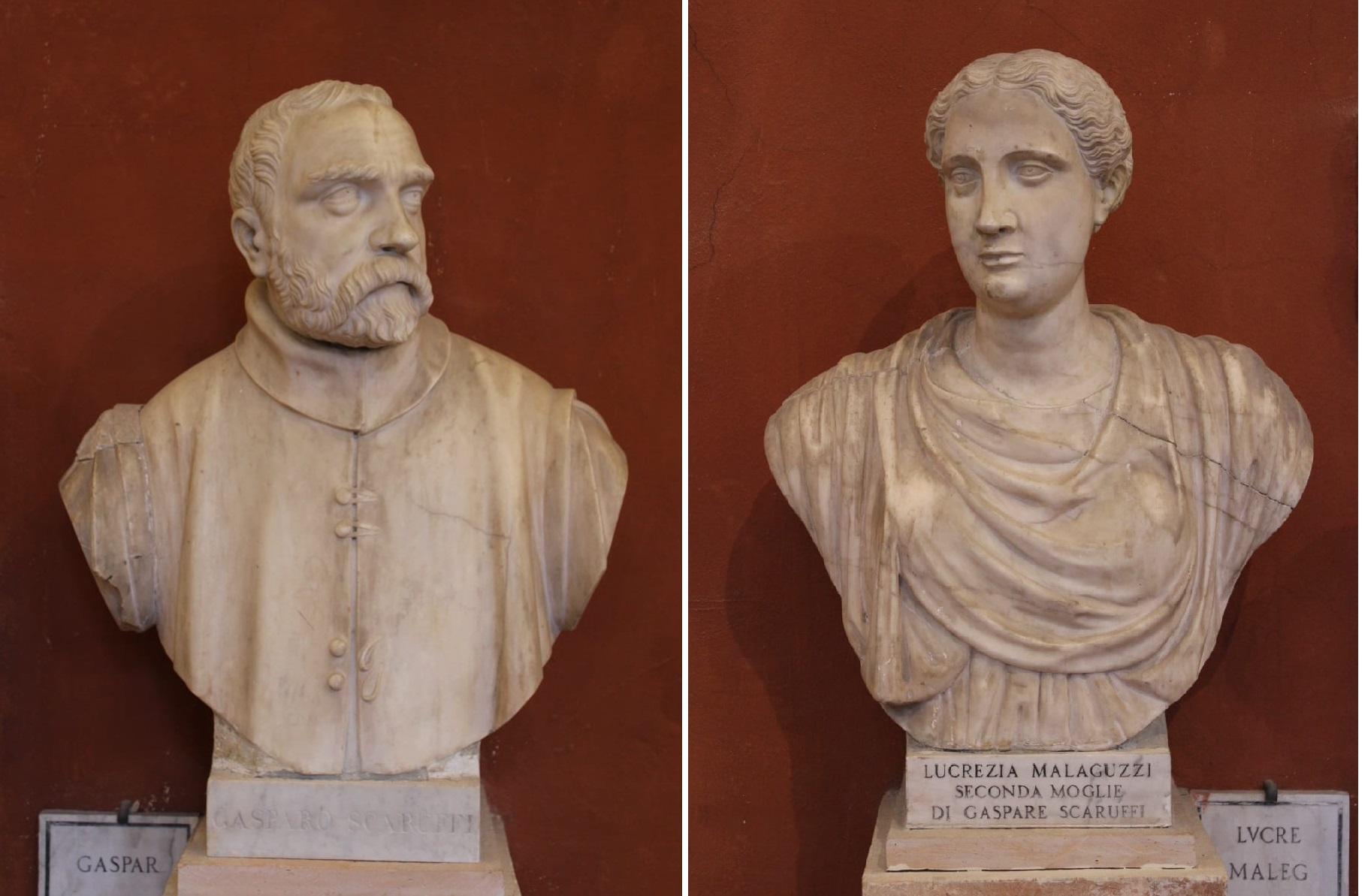
Prospero Sogari, Coniugi Scaruffi, marmo, Reggio Emilia, Musei Civici

Commissionati da Gasparo Scaruffi nel 1579, anno della morte della seconda moglie Lucrezia Malaguzzi. Rispetto ad altri ritratti realizzati da Prospero, qui il Clemente conferisce ai busti una maggiore immediatezza ruotando la testa rispetto al torace e giocando con i dettagli del vestiario. Gasparo ha uno sguardo intenso, gli occhi sporgenti sono incorniciati e resi ancora più espressivi dalle cespugliose sopracciglia; indossa un abito dal collo alto di cui il Sogari non ha mancato di scolpire anche i legacci parzialmente allentati. Il busto di Lucrezia Malaguzzi ha invece un gusto maggiormente archeologizzante, sottolineato dalla scelta di un abito, che se confrontato con quello “ moderno” del marito, pare un travestimento all’antica. Sebbene non sia certo che fossero stati commissionati con preciso scopo funerario, i due busti vennero comunque successivamente posti nella cappella di famiglia all’interno Chiesa di San Francesco a Reggio Emilia e lì fino al 1720, quando a causa di alcuni interventi di restauro, vennero collocati nel convento di Santo Spirito. Nel 1796, in seguito all’arrivo delle truppe francesi, i busti vennero spostati nella canonica della chiesa di San Giorgio e successivamente nella Sala del Congresso, dove rimasero per quasi un secolo. Nel 1859, quando l'edificio divenne sede del Consiglio Comunale, le due opere furono trasferite definitivamente nel Museo Civico di Reggio Emilia.
Busto di Ercole II d'Este

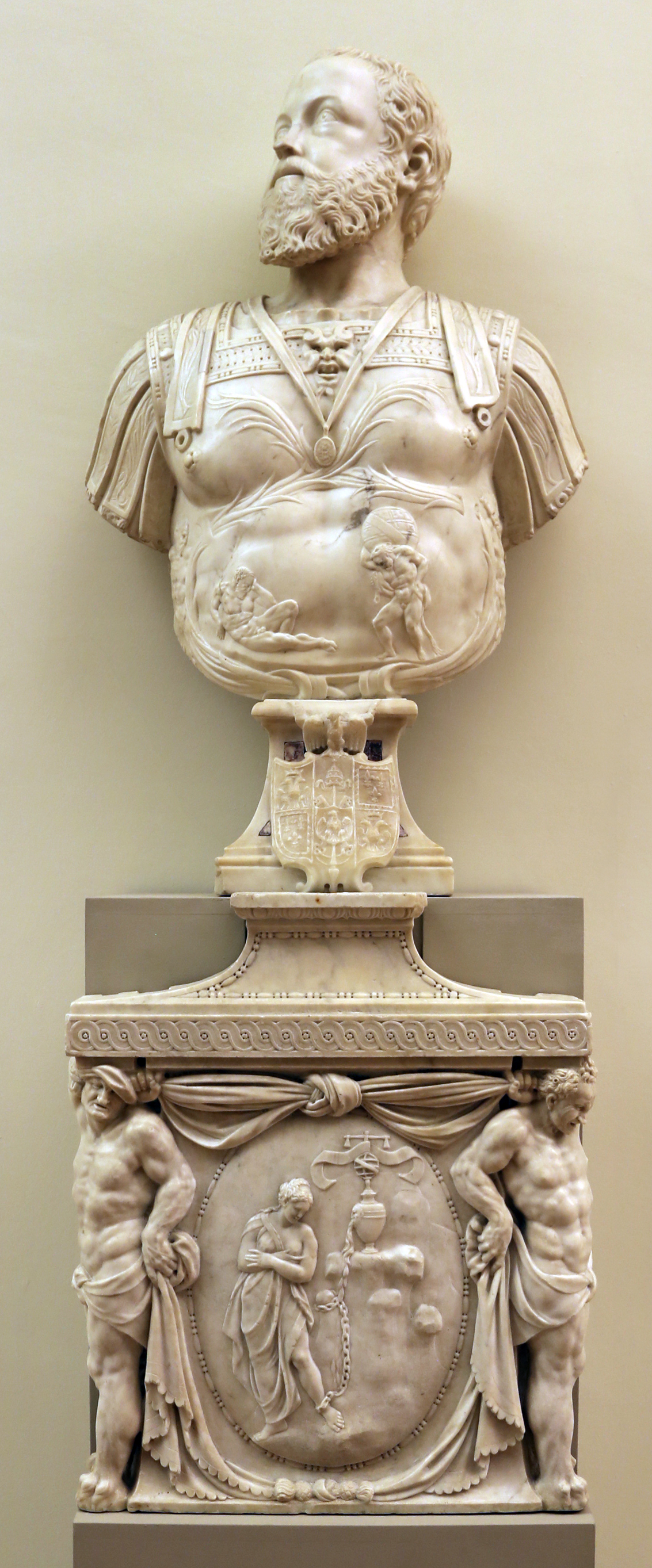
Prospero Sogari, Busto del Duca Ercole II D'Este,1554

Conservato oggi alla Galleria estense di Modena, il ritratto risale al sesto decennio del Cinquecento. Ercole II d’Este viene rappresentato con tratti fisionomici estremamente precisi e in una posa di tre quarti. Il duca indossa un’armatura all’antica, decorata sul petto con un cartiglio sorretto da un motivo a ghirlanda a cui lati sono raffigurati Ercole che sostiene la Terra sulle spalle mentre Atlante riposa. La figura di Atlante presenta chiari riferimenti all'Adamo della Sistina dipinto da Michelangelo nella scena della Creazione.
Per realizzare quest’opera il Clemente si ispirò al marmo raffigurante Carlo V realizzato da Leone Leoni e dal figlio Pompeo, che avevano rielaborato il classico ritratto romano imperiale sulla base della nuova cultura manierista.
Sul basamento, sormontato dallo stemma estense, è rappresentata l’allegoria della Pazienza, che il duca Ercole aveva scelto come proprio emblema personale. L’iconografia risente di quella presentata da Giorgio Vasari nel suo dipinto del 1551, dove la Pazienza appare come una donna legata per un piede da una catena che viene lentamente corrosa dall’acqua. L’immagine è racchiusa in un grande medaglione circondato da un drappo annodato in alto, ed è sostenuto ai lati da due figure di satiri, che nella resa volumetrica riecheggiano il modello dei Prigioni michelangioleschi.

## Una nuova facciata per il Duomo di Reggio Emilia
A partire dal 1544, ma a fasi alterne, e fino alla sua morte, Prospero Clemente si occupò del progetto della facciata della Cattedrale di Santa Maria Assunta di Reggio Emilia. Edificata su un’antica chiesa romanica già chiesa paleocristiana di Regium Lepidi, essa si presentava ormai estremamente deteriorata nei materiali, anche a seguito delle più o meno felici manomissioni condotte nei tre secoli precedenti. Non ritenendola più degna di una città rispettabile come potevano essere Roma o Firenze, i canonici della cattedrale affidarono a Prospero Clemente la realizzazione di un progetto già in loro possesso.

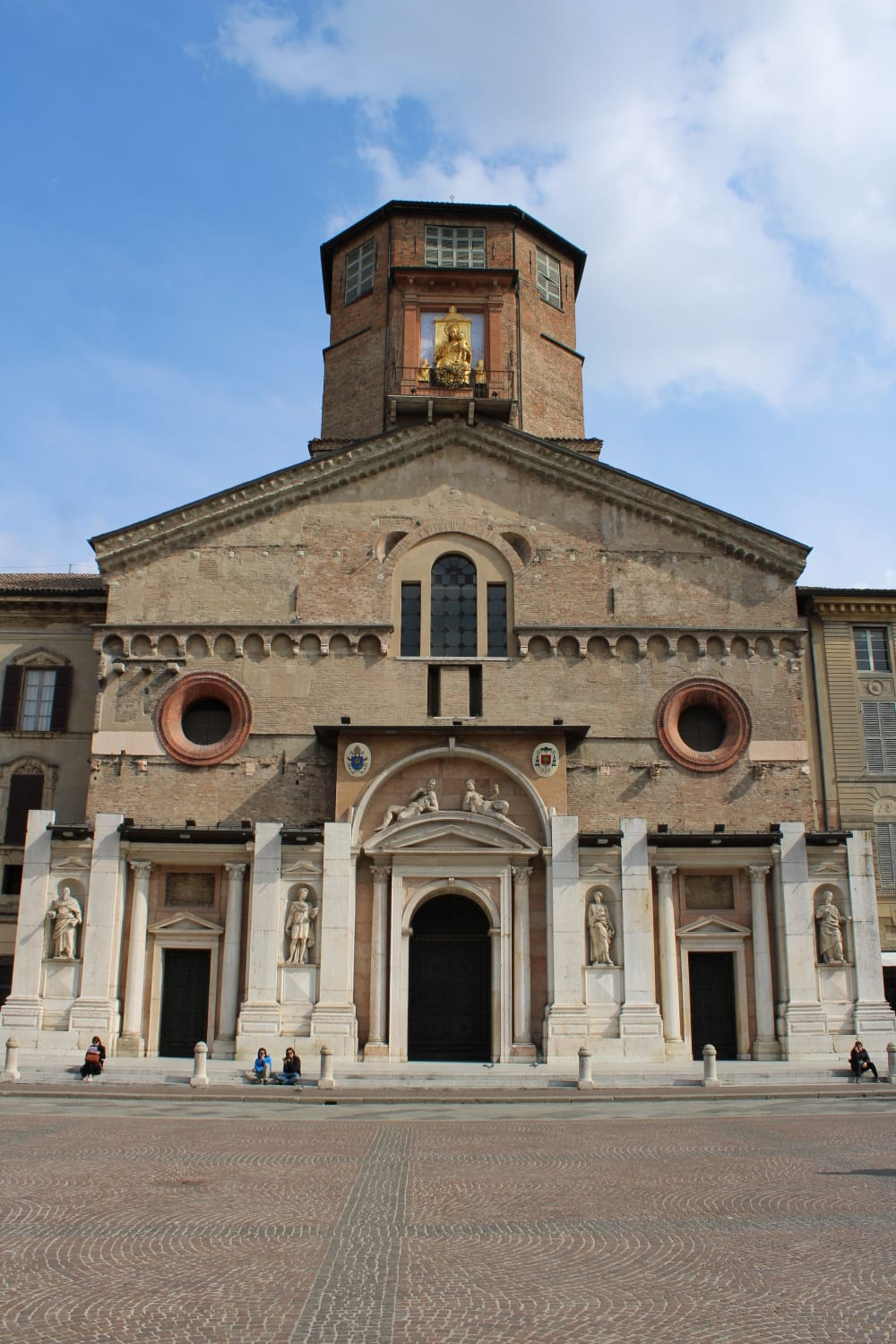
Facciata del Duomo di Reggio Emilia

Al Clemente furono commissionate la parte interna, adiacente alla facciata, di un portico previsto nel progetto originale, le statue dei due santi Crisanto e Daria e di Adamo ed Eva da collocare poi sulla facciata. Quest’ultime vennero realizzate alla fine del XV secolo ad ispirazione michelangiolesca, adattandole così al portale di quel tempo. Il contratto per la realizzazione venne stipulato davanti al vescovo di Reggio Giambattista Grossi il 21 Aprile 1552 al prezzo di 500 scudi d’oro (circa 50’000 euro attuali). 
La costruzione proseguì a rilento a causa dei problemi di trasporto del marmo (proveniente da Verona per via fluviale e trainato da buoi dai porti di Gualtieri e Guastalla) e al reperimento della manodopera per la lavorazione. A ciò bisognava aggiungere anche la profonda indecisione e diversità di pareri inerenti l’aspetto finale della facciata e soprattutto la realizzazione del portico.

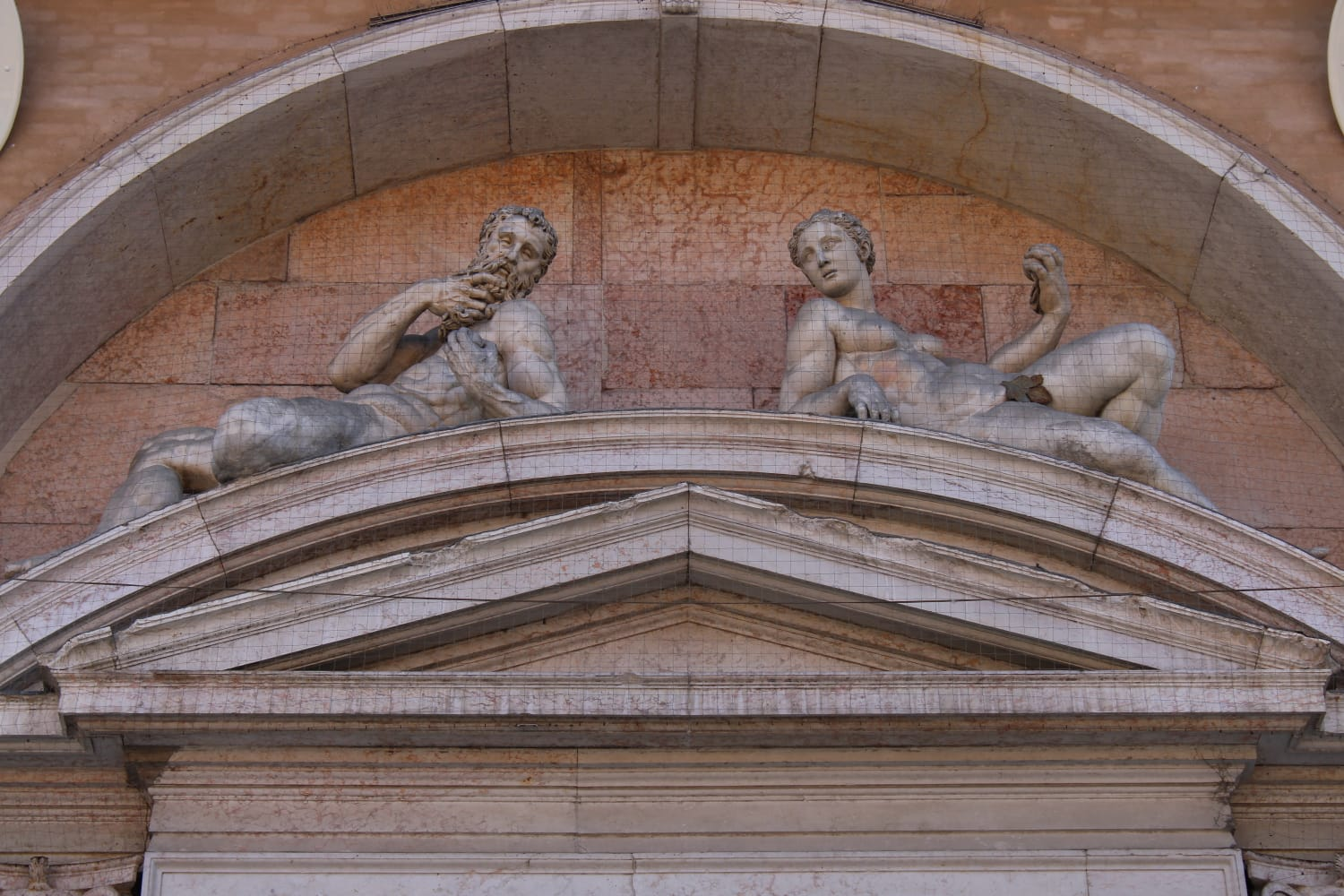
Prospero Sogari, Portale del Duomo di Reggio Emilia, particolare con Adamo ed Eva

Nel 1557 il Sogari abbandonò il cantiere a causa di alcune divergenze di carattere economico mantenendo però l’incarico per la parte statuaria, da lui più apprezzata. I lavori si fermarono alla realizzazione del portale centrale e all’impostazione delle porte minori, riprendendo solo nel 1565 quando i canonici, alla disperata ricerca di un nuovo progettista, affidarono la direzione dei lavori prima a Lelio Orsi, poi a Francesco Morandi detto il Terribilia e infine al veronese Bernardino Brugnoli, che portò avanti la commissione fino alla sua morte nel 1580.
Il progetto fin troppo ambizioso del Brugnoli venne poi ripreso e semplificato da Prospero quando il cantiere gli fu affidato nuovamente. In questa occasione egli realizzò il modello ligneo che oggi è conservato nel Museo Diocesano di Reggio Emilia.
Il Clemente morì nel 1584 lasciando incompiuta l’opera con scarsi progressi. Attualmente sono ancora collocate nella porzione inferiore del portale, all’interno di piccole nicchie, le statue dei santi Crisanto, Venerio, Gioconda e Daria (protettori della città) e le due statue marmoree di Adamo ed Eva, poste nella lunetta superiore della porta centrale, tutte ad opera del Sogari.

### La questione del progetto originario
In una lettera indirizzata a Lelio Orsi nel 1557, risulta infatti che la diocesi spese più di 200 scudi d’oro in progetti commissionati a più maestri. È ormai sicuro e documentato che i canonici disponessero di molti progetti richiesti a diversi artisti, ma mentre per i disegni successivi all’ingaggio di Prospero Spani non ci sono grossi dubbi sulla datazione e l’attribuzione, non è stato ancora identificato con certezza quello inizialmente affidato al Clemente nel 1544.
Studi recenti ipotizzano che questo disegno originale sia associabile a un progetto esecutivo attualmente conservato a Monaco attribuito a Giulio Romano, detto il Pippi. Ritenuto erroneamente un progetto per la facciata del Duomo di Firenze, è invece ricollegabile chiaramente alla cattedrale reggiana.  Diversi elementi del disegno hanno dei riscontri nel linguaggio di Romano come: la serliana, la freschezza del disegno e il basamento rustico privo di portico che si inserisce nella cortina muraria della piazza. La qualità grafica però spinge a dubitare di questa attribuzione perché sposterebbe la datazione agli anni Sessanta del Cinquecento. Tuttavia quest’ipotesi parrebbe avvalorata anche dalla comune committenza del vescovo Giorgio Andreasi, originario di Mantova, che aveva commissionato al Pippi la facciata della chiesa abbaziale di San Benedetto Po (che presenta diverse analogie con quella del Duomo di Reggio) e per il quale Prospero Sogari realizzò il monumento funebre.

## Il rapporto con Michelangelo Buonarroti
Nel discorso tenuto nel 1783 all’Accademia Reggiana per Ipocondriaci sullo studio monografico su Spani, Francesco Fontanesi descrisse il Sogari come colui che «parve volere un tempo emulare nel forte il grandioso Michelangelo ed sfuggire i difetti.»

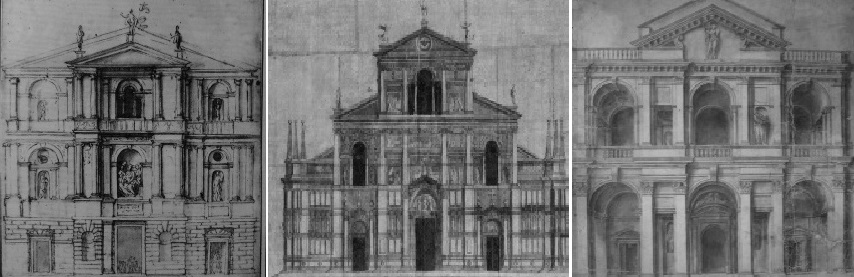
Giulio Romano (attribuito a), Progetto per la facciata della Cattedrale di Reggio Emilia, Monaco;
Bernardino Brugnoli, Progetto per la facciata della cattedrale di Reggio Emilia, 1573, Reggio Emilia, Musei Civici;
Francesco Morandi detto il Terribilia, Progetto per la facciata della cattedrale di Reggio Emilia, II metà del XVI sec., s.l.

In effetti il tentativo di emulare lo stile del Buonarroti è più che evidente in buona parte delle sue opere, a cominciare dalle sculture di Adamo ed Eva che coronano il lunotto superiore del portale centrale del Duomo di Reggio Emilia. Ad un primo sguardo infatti, il rimando all'Aurora e al Crepuscolo della decorazione della Sagrestia Nuova in San Lorenzo a Firenze realizzati nel 1524 da Michelangelo, è immediato. Il Crepuscolo ha il corpo disteso con una gamba accavallata all'altra per un maggiore dinamismo, un braccio mollemente adagiato sulla coscia, a reggere un velo che ricade posteriormente, e l'altro puntato col gomito piegato per sorreggere la figura, le cui membra sembrano sul punto di posarsi stancamente. Il volto è barbuto e guarda pensosamente verso il basso, mentre l’Aurora ha il capo velato e pare svegliarsi dal sonno, alzandosi dal giaciglio e girando il busto verso lo spettatore, con un gomito piegato come appoggio e l'altro braccio che si inclina fino a cercare, all'altezza della spalla, il velo per sollevarlo. Una gamba è mollemente distesa sul profilo del sarcofago, l'altra è piegata in avanti e cerca un appoggio. Pose simili, se non identiche, sono quelle di Adamo ed Eva: la donna assume la stessa posa dell’Aurora, se non per la testa che è rivolta verso Adamo. Il corpo di Eva, morbido e sinuoso come quello dell’Aurora, si adagia mollemente sul cornicione pur con una minore tensione muscolare. Adamo, pur riprendendo il morbido modellato e la torsione del Crepuscolo, assume una postura più raccolta e composta. La gamba sinistra non si accavalla sulla destra e il braccio destro è portato al volto con gesto pensoso.

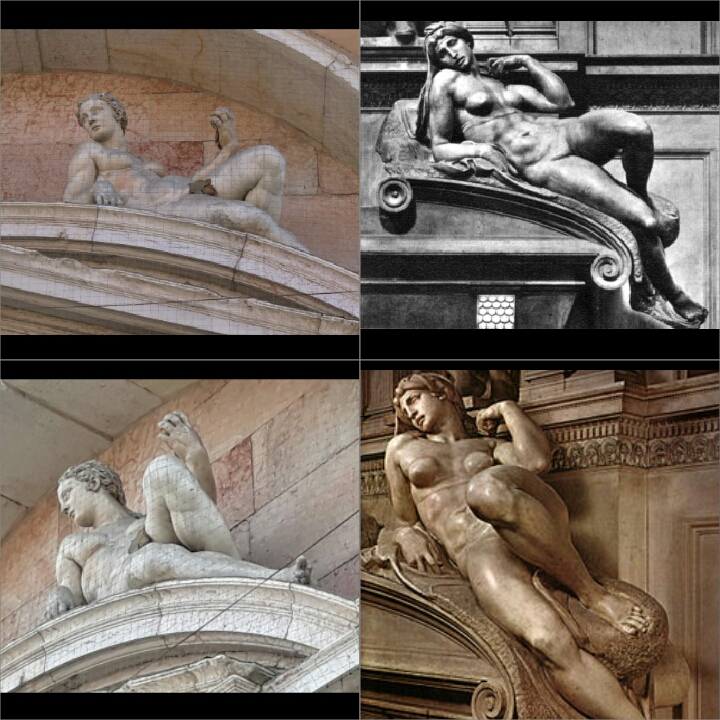
Prospero Spani, Eva, 1552-1557, marmo di Carrara, Duomo di Reggio Emilia; Michelangelo, Aurora, 1524-1527, marmo, Sagrestia Nuova di San Lorenzo, Firenze.

L’origine del dialogo stilistico tra i due scultori si potrebbe rinviare a prima della nascita del Sogari. Infatti lo zio di Prospero, Bartolomeo Clemente Spani, scultore e orafo reggiano ebbe modo di vedere l’operato di Michelangelo nel corso dei suoi due viaggi di studio a Roma (1488-91 e 1506-7), tappa obbligata nella formazione di qualsiasi scultore per il ricco patrimonio di sculture antiche. Lo stesso Bartolomeo fu celebrato da Cesare Cesariano (architetto, ingegnere militare, pittore e primo traduttore in di Vitruvio) il quale lo poneva tra i massimi esponenti della scultura del proprio tempo, assieme a Michelangelo, Giovan Cristoforo Romano, Cristoforo Solari, il Bambaia e Tullio Lombardo. Nello stile di Bartolomeo Clemente quindi si può già notare una grande impronta michelangiolesca che egli sicuramente dovette aver trasmesso al nipote, essendo questi anche suo allievo.
Alle influenze assorbite durante l’apprendistato, possiamo aggiungere l’incontro diretto con le opere del Divino Michelagnolo che Prospero ebbe modo di ammirare di persona nel 1550 quando decise di andare a Roma per perfezionarsi. Quasi certamente ebbe modo di studiare i nudi della volta della Sistina e del Giudizio Universale, ormai terminati. Probabilmente vide anche la Pietà Vaticana, la Pietà Rondanini e la Pietà Barberini (quest’ultime non terminate) che in quel momento Michelangelo stava realizzando. Non a caso, un’altra opera del Sogari, il Monumento Prati all’interno della Cattedrale di Parma presenta delle sculture che ricordano molto i disegni di Giovia e Jaconia della Sistina di Michelangelo.
Si può notare una certa somiglianza anche tra l’Ercole di Prospero Spani e il David di Michelangelo conservato ora alla Galleria dell’Accademia di Firenze. L’Ercole, realizzato nel 1565 per Palazzo Scaruffi a Reggio Emilia,   insieme alla statua di Marco Emilio Lepido, e successivamente posto, insieme alla statua del Lepido, all'ingresso del Palazzo Ducale di Modena,  riprende l’impostazione del corpo del David. La gamba destra in tensione, la sinistra appoggiata, il movimento del busto e del viso verso destra sono quelle del David ma ci sono comunque delle differenze: la posizione delle braccia, ma soprattutto la muscolatura così definita e volumetrica da risultare quasi finta.
Infine nell’agosto del 1572, Prospero si occupò del restauro della statuetta di San Procolo, opera giovanile di Michelangelo realizzata insieme al San Petronio e all’Angelo reggicandelabro per l’Arca di San Domenico, nell’omonima basilica bolognese. Pertanto è possibile che Spani, restaurando l’opera, abbia preso spunto anche da queste.

## Curiosità

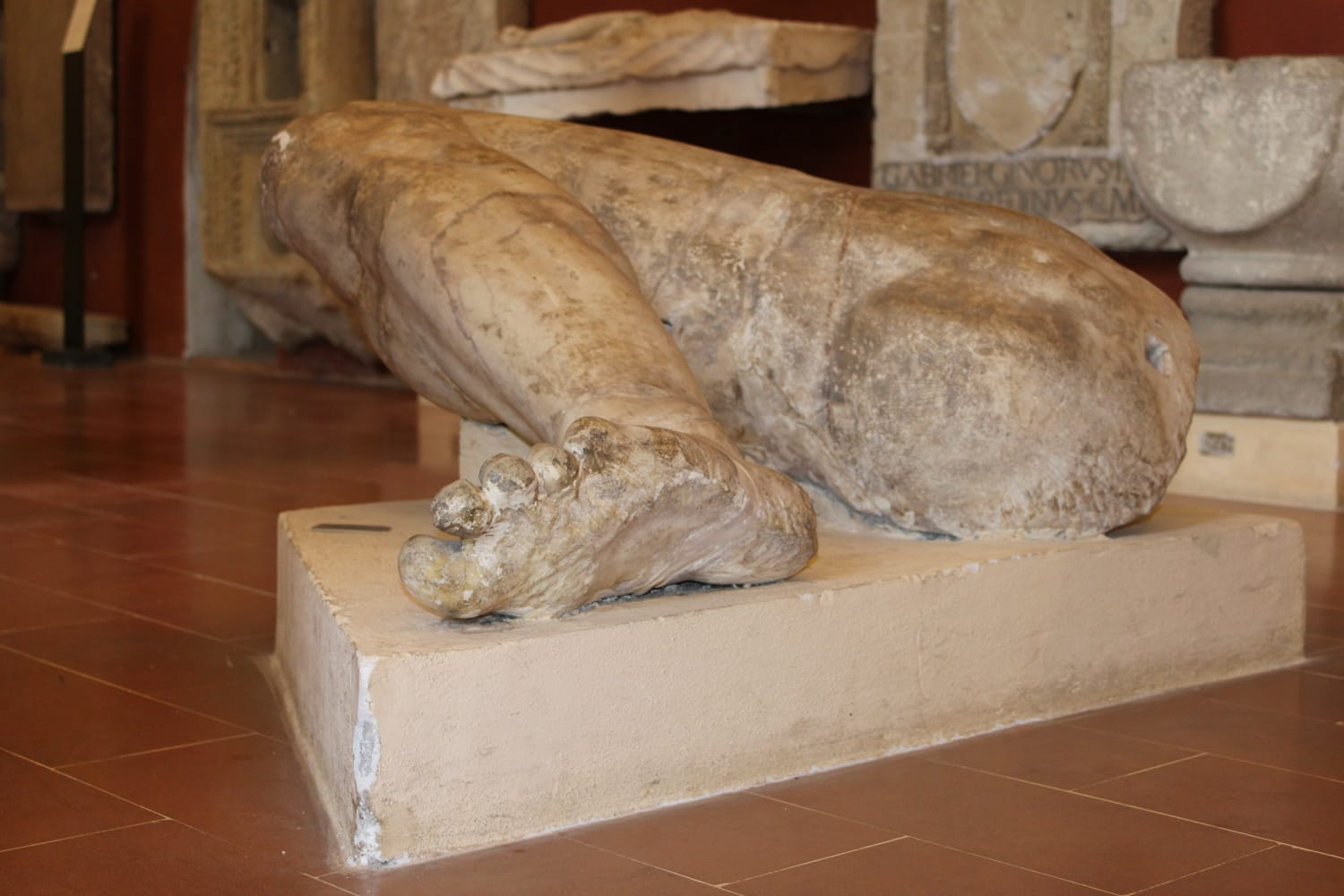
La coscia originale di Eva, staccatasi dalla scultura del portale nel 1892 e oggi conservata ai Musei Civici.

Prospero Spani non poteva permettersi l’acquisto di interi blocchi di marmo, pertanto fu costretto a lavorare su più pezzi di dimensioni minori e ad assemblarli successivamente. Alcuni articoli di cronaca datati 1875 denunciano il pessimo stato di conservazione del portale. Pochi anni dopo, con buona approssimazione nel 1892 la coscia di Eva si staccò e da allora è conservata nei Musei Civici della città mentre attualmente sul portale è stata montata una copia.

## Opere

### Catalogo cronologico delle opere tuttora esistenti del Clemente

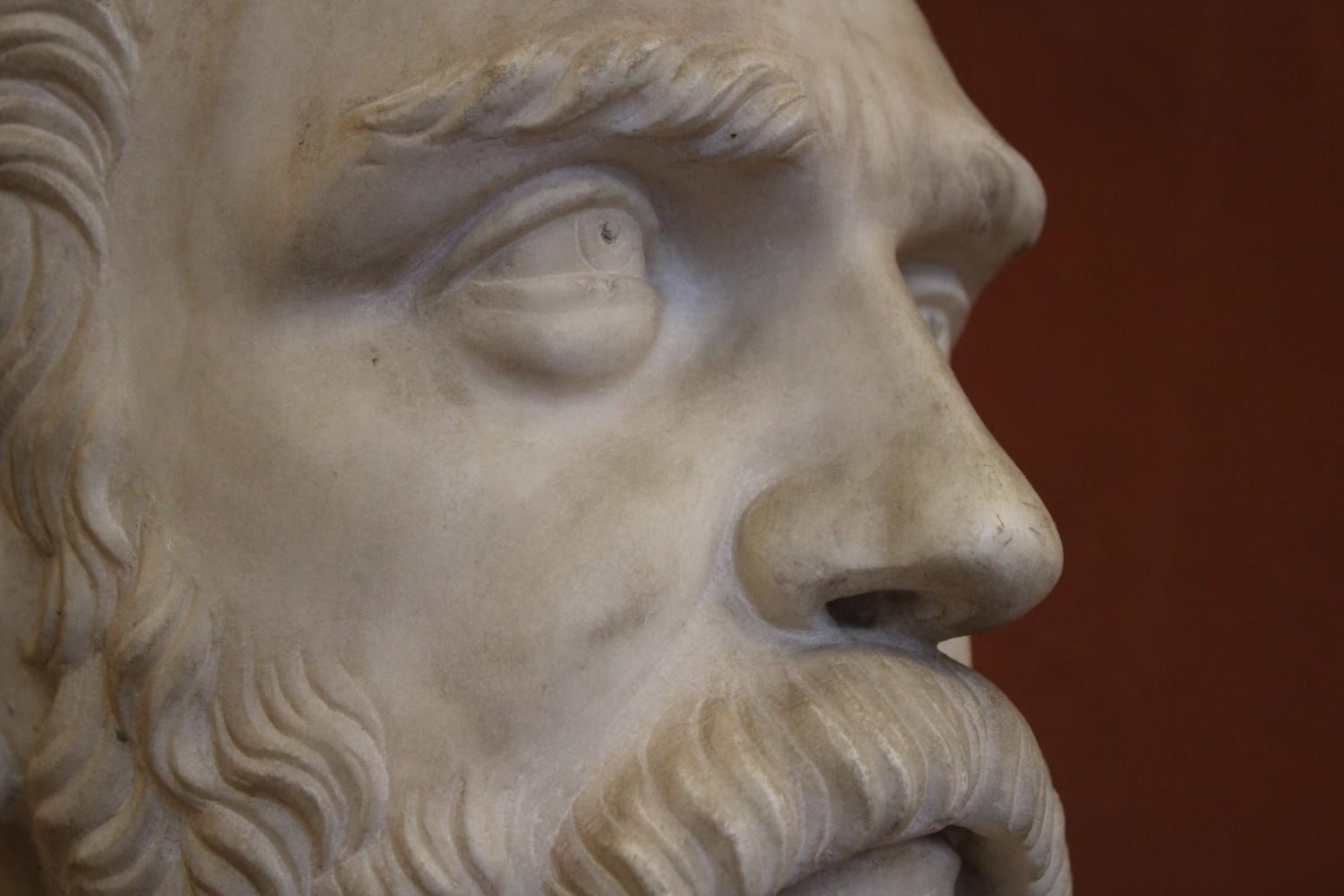
Prospero Spani, Busto di Gasparo Scaruffi, particolare

- Sepolcro di Bernardino degli Uberti, marmo e breccia antica (vasi), Parma, Duomo, 1544 ca. (con Bartolomeo e Gerolamo Spani).
- Sepolcro di San Bernardo, marmo, Parma, Duomo, 1546.
- Sepolcro di Bartolomeo Prati, marmo, Parma, Duomo, 1548.
- Sepolcro di Andreasi, marmo, Mantova, Sant'Andrea, 1551.
- Sepolcro del Vescovo Filippo Zoboli, marmo, Reggio Emilia, San Niccolò, 1554ca.
- Sepolcro di Ludovico Parisetti, marmo, Reggio Emilia, San Prospero, 1555.
- Adamo ed Eva, marmo, Reggio Emilia, Duomo, facciata, 1557.
- Santi Grisanto e Daria, marmo, Reggio Emilia, Duomo, facciata, 1557.
- San Venerio e santa Gioconda, marmo, Reggio Emilia, Duomo, facciata, 1557.
- Ercole e Marco Emilio Lepido, marmo, Modena, Palazzo Ducale, facciata,1560.
- La Vergine con Bambino, marmo, Reggio Emilia, San Prospero, 1562.
- Sepolcro del Canonico Fossa, marmo, Reggio Emilia, Duomo, 1562.
- Sepolcro del Vescovo Rangone, marmo, Reggio Emilia, Duomo, 1566.
- Sepolcro del Canonico Cherubino Sfortiano, marmo, Reggio Emilia, Duomo, 1566 ca.
- Crocifisso, argento, Reggio Emilia, Duomo, 1569 ca.
- San Proculo, marmo, Bologna, San Domenico, 1572 ca. (attribuito)
- Redentore trionfante, marmo, Modena, Galleria Estense, 1577.
- Sepolcro del vescovo Martelli, marmo, Reggio Emilia, Duomo,1578.
- Monumento ad Antonio Bernardi, marmo, Mirandola, collegiata, 1578 ca.
- La Fede e la Carità, marmo, Carpi, Duomo, 1579 ca
- Ciborio in marmo con statua del Salvatore risorto in bronzo, Reggio Emilia, Duomo, 1579.
- San Prospero, marmo, Reggio Emilia, Duomo, presbiterio, 1580 ca.
- Santa Caterina, marmo, Reggio Emilia, Duomo, presbiterio, 1580 ca.
- San Massimo, marmo, Reggio Emilia, Duomo, presbiterio, 1580 ca.
- Acquasantiera, c.d. "Serva del Clemente", marmo, Reggio Emilia, Musei Civici, 1580 (?).
- Cristo risorto, terracotta policroma, Carpi, Duomo, 1580 ca.
- Cristo portacroce, marmo,Reggio Emilia, San Prospero, 1581 ca.
- Monumento a Orazio Malaguzzi, marmo, Reggio Emilia, Duomo, 1583 (?).

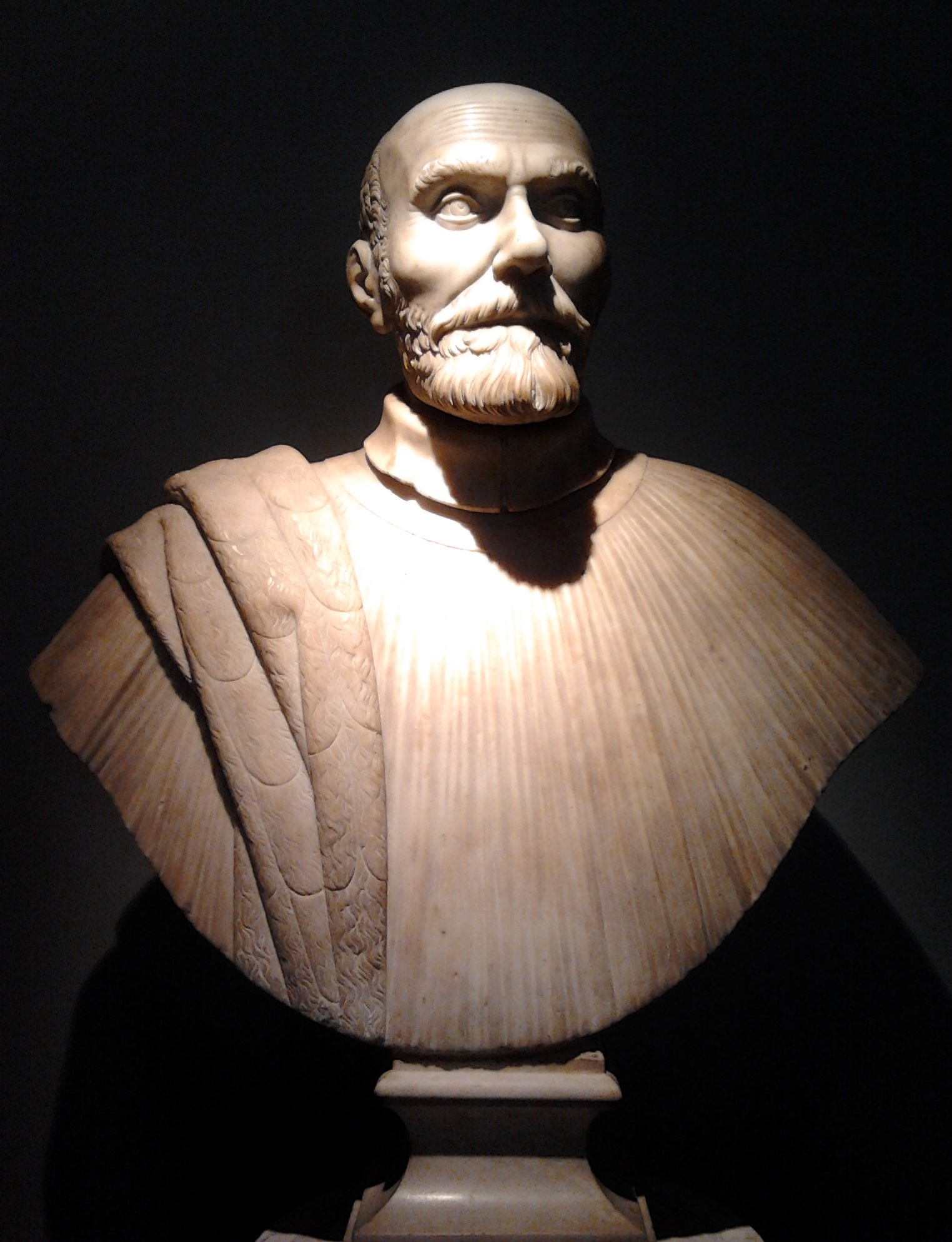
Prospero Sogari, Dionigi Ruggeri, marmo, Reggio Emilia, Musei Civici, 1580 ca.

### Ritratti e busti
- Gherardo Mazzoli, marmo, Reggio Emilia, Musei Civici, 1560 ca.
- Coniugi Scaruffi,  marmo, Reggio Emilia, Musei Civici, 1560 ca.
- Diana e Minerva, marmo, Modena, Galleria Estense, 1560 (?).
- Ludovico Ariosto, marmo, Ferrara, collezione privata, 1572 ca.
- Francesco Denaglio, terracotta, Reggio Emilia, Villa Magawly, 1573.
- Dionigi Ruggeri, marmo, Reggio Emilia, Musei Civici, 1580 ca.
- Monsignor Martelli, marmo, Reggio Emilia, Duomo,1580 ca.

### Opere distrutte o smarrite
- Colosso di Stucco di palmi 46 rappresentante M. Emilio Lepido innalzato per l’arrivo in Reggio di Alfonso II d’Este, 1561.
- Modello della città di Reggio lavorato poi in oro a Milano, onde presentarne il detto Principe a nome del Comune.
- Mosè che percuote la rupe.
- Sansone in atto di preghiera.
- Otto Virtù con i rispettivi simboli.
- Quattro Angeli con due altri Puttini.
- Ercole che uccide Caco, bronzo.
- Enea con Anchise sulle spalle, bronzo.
- I simulacri della virtù e degli Dei, marmo.